# Будинок купця Богдана
Будинок купця Богдана — пам'ятка історії місцевого значення в Коропі. Зараз у будівлі розміщується центр дитячої творчості.

## Історія
Рішенням виконкому Чернігівської обласної ради народних депутатів від 31.05.1971 № 286 надано статус «пам'ятника історії місцевого значення» з охоронним № 881 під назвою «Будинок, де у 1919 році розміщувався Коропський ревком». На будівлі встановлено інформаційну дошку.
Наказом Департаменту культури та туризму, національностей та релігій Чернігівської обласної державної адміністрації від 12.11.2015 № 254 для пам'ятника використовується нова назва — «Будинок купця Богдана».

## Опис
Будинок збудований 1878 року. Кам'яний, двоповерховий на цоколі, прямокутний у плані будинок. Симетричність фасаду акцентують пілястри з обох боків крайніх вікон, які завершуються аттиками. Фасад прикрашений численним декором, наприклад, міжповерховим і вінчаючим карнизами, нішами, розетками.
Після більшовицької окупації будинок був націоналізований. 1919 року тут розміщувався Коропський революційний комітет.
Зараз у будівлі розміщується центр дитячої творчості.